# Lamprometra palmata
Lamprometra palmata es la única especie de lirio de mar del género Lamprometra, de la familia Mariametridae.

## Morfología
De simetría pentarradial, su cuerpo está formado por un cáliz, compuesto de 2 o 3 anillos de placas. La placa centrodorsal es fina y discoidal. La boca y el ano, este último sobresale de la superficie apical o tegmen en forma de cono, están en la parte apical, lo que les diferencia del resto de equinodermos. Tiene una serie de pínnulas alrededor, cuyos segmentos terminales están modificados formando una especie de peine protector de púas.
Tiene entre 31 y 40 brazos, que están pinnulados en un mismo plano, lo que les da la apariencia de plumas, de ahí uno de los nombres comunes de los crinoideos en inglés: featherstar, o estrella de plumas. Los brazos se componen de una serie de osículos braquiales articulados, que en su caso están engrosados por los márgenes. Además se componen de ligamentos, músculos, y, en su interior, cuentan con extensiones de los sistemas nervioso, vascular y reproductivo. Al tiempo, las pínnulas poseen una serie de apéndices, o pies tubulares, que utiliza para la alimentación y la respiración.
En su parte aboral, o inferior, poseen entre 42 y 60 apéndices alargados para anclarse al sustrato, denominados cirri. Estos apéndices están articulados en 22 0 23 segmentos, llamados cirrales.

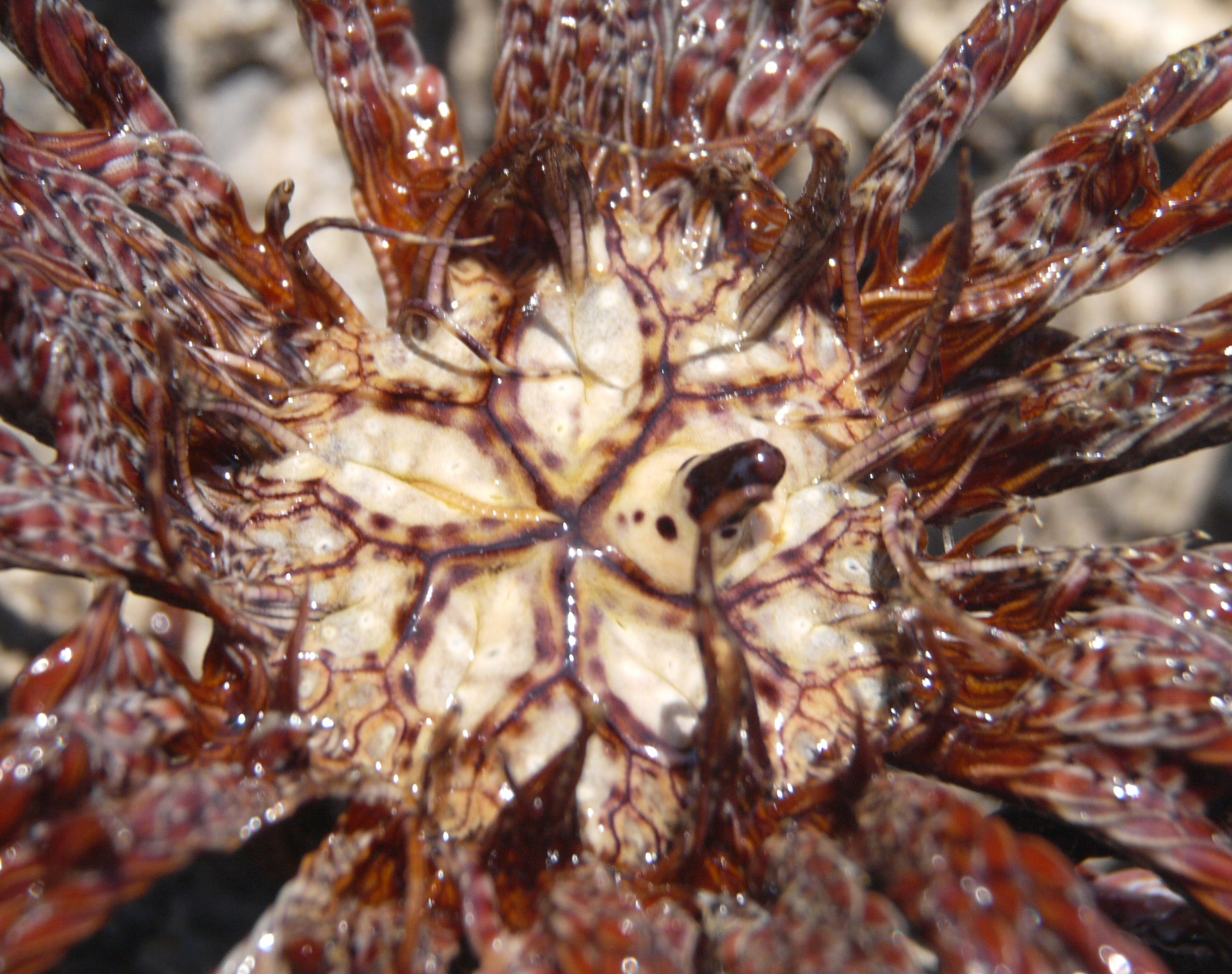
Detalle de la zona apical, tegmen y ano.
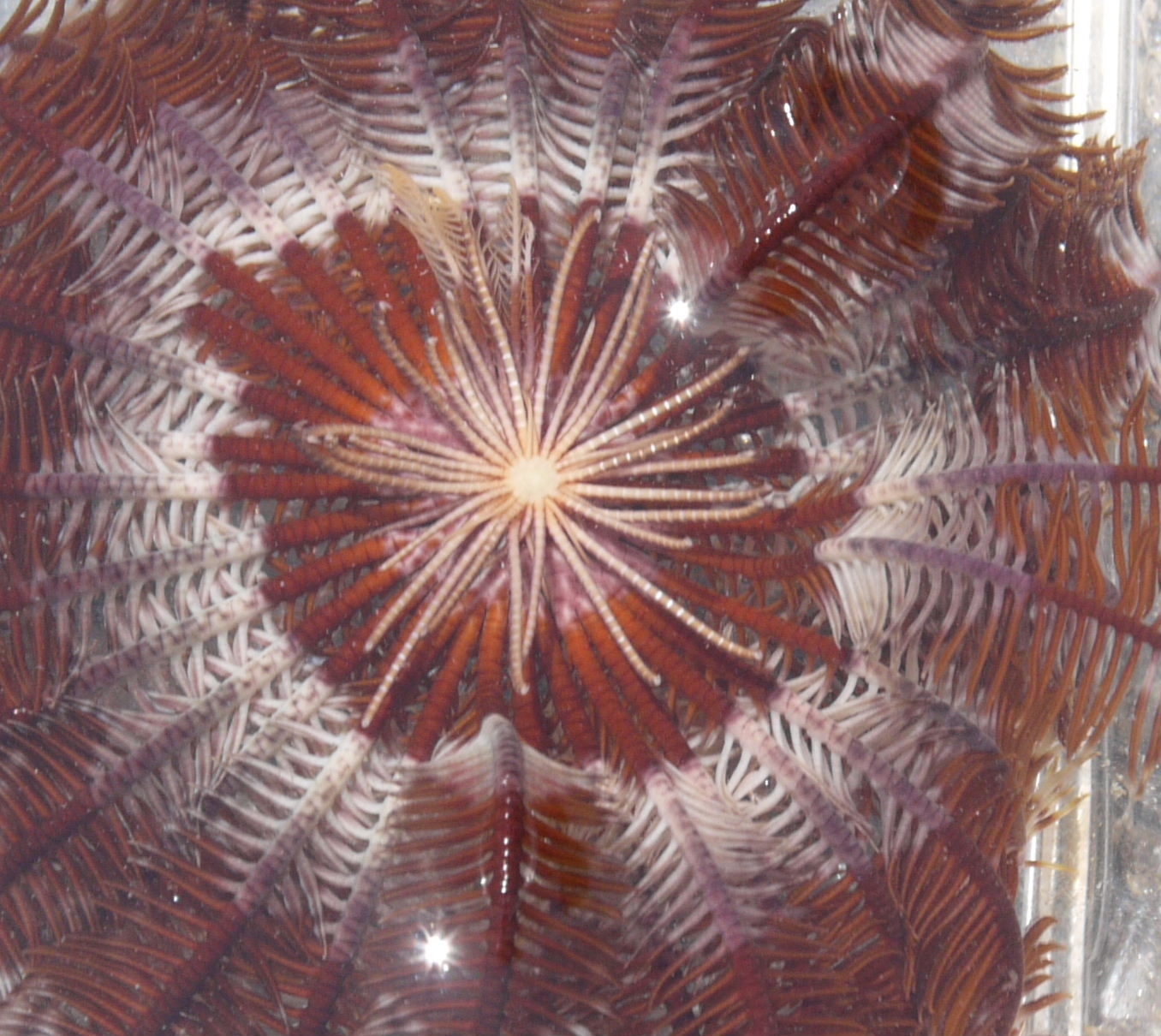
Detalle de la zona aboral, con los cirri.
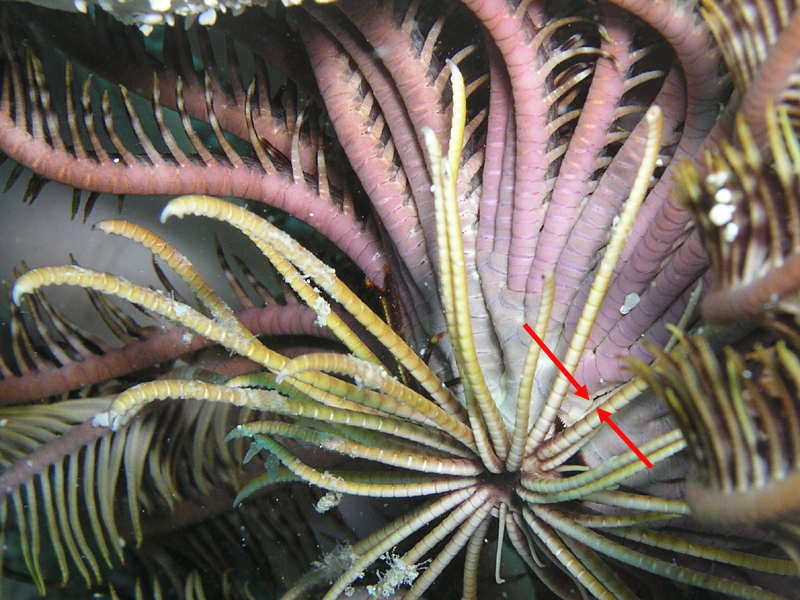
L. palmata mostrando numerosos cirri y las divisiones de las series de braquiales estrechamente colindantes (flechas).

Como la mayoría de los crinoideos, y muchos géneros del filo Echinodermata, poseen la capacidad de auto-amputarse un brazo, en situaciones de peligro para el animal. A esta facultad de algunos animales se le denomina autotomía, y, en el caso que nos ocupa, se combina con otra capacidad, la de regenerarlo por completo a continuación. Con frecuencia, en sustitución del brazo amputado, desarrollan dos nuevos brazos. Aparte de los brazos, también pueden regenerar los cirri, las pínnulas o el intestino.
Para desplazarse, utiliza, tanto los cirri para reptar por el sustrato, como el movimiento sincronizado, y de forma alterna, de sus brazos; que oscilan verticalmente de abajo a arriba, consiguiendo nadar. Lo que supone un espectáculo visual para los humanos.
La coloración es muy variada y es frecuente que los brazos estén bandeados por colores contrastantes. Según un estudio científico, se han detectado 10 variedades de coloración sólo en Tailandia. Los colores pueden ser gris, negro, verde, marrón, blanco, crema, púrpura, amarillo o dorado; en diversas intensidades, y, en ocasiones, con las pínnulas en otro color.

## Hábitat y distribución
Se localizan entre 1 y 77 metros de profundidad, y en un rango de temperaturas entre 24.51 y 28.74 °C. Anclados a corales duros, gorgonias o rocas, en laderas de arrecifes, siempre con corrientes. 
Se distribuyen en el océano Indo-Pacífico, desde Madagascar, el mar Rojo, las Maldivas, India, Ceilán, la bahía de Bengala, China, Tailandia, Indonesia, Vietnam, Nueva Guinea, Australia, Filipinas, Japón, las islas Salomón, Tonga, Fiyi, islas Marshall, islas Carolinas, Samoa y Hawái.

## Alimentación
Son filtradores, y se alimentan por la noche, de zooplancton, como diatomeas, foraminiferos, pequeños crustáceos o jóvenes moluscos; y de fitoplancton.

## Reproducción
Las gónadas se generan en algunas de las pínnulas. Son dioicos y la reproducción sexual se produce por fertilización externa. Las larvas poseen un tallo, que pierden al madurar, convirtiéndose en animales de vida libre. Asimismo, son de simetría bilateral y evolucionan a una simetría pentarradial cuando se transforman a la morfología definitiva del animal.

## Galería

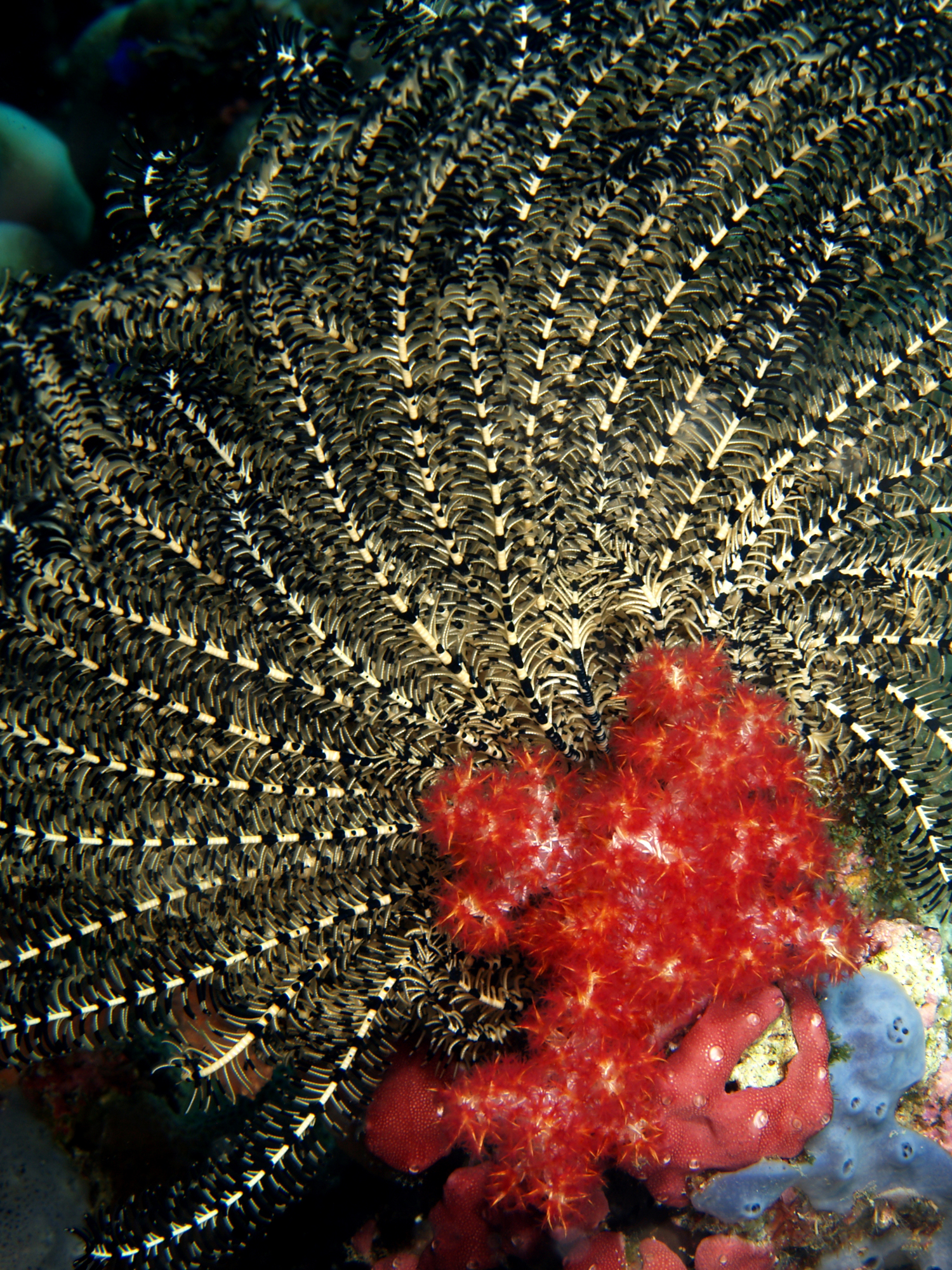
Anclado a Dendronephthya sp
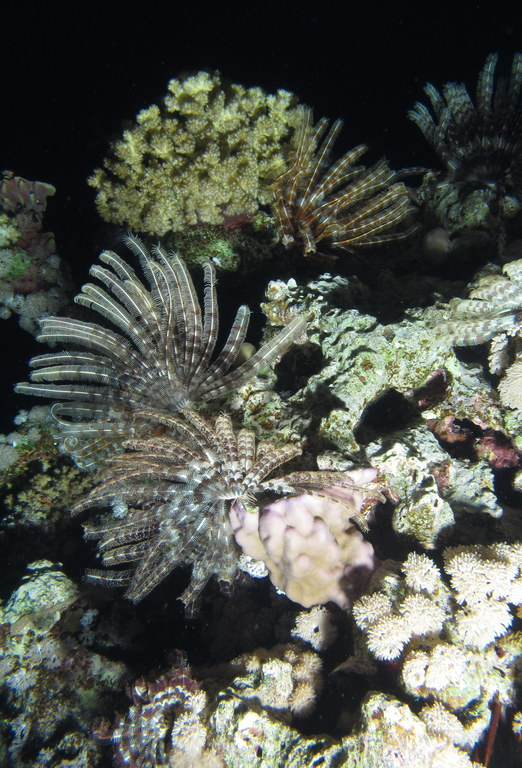
Varios ejemplares en Abu Dabab, Mar Rojo.
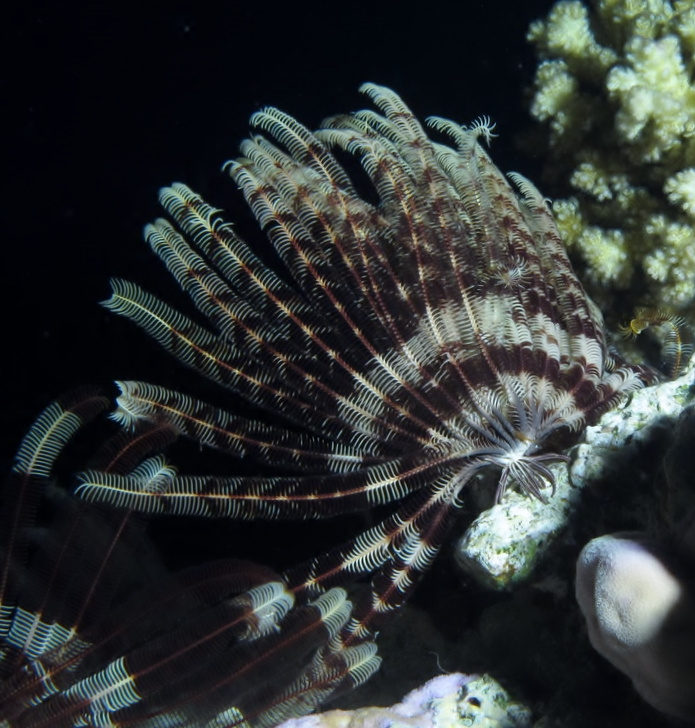
En Abu Dabab, Egipto
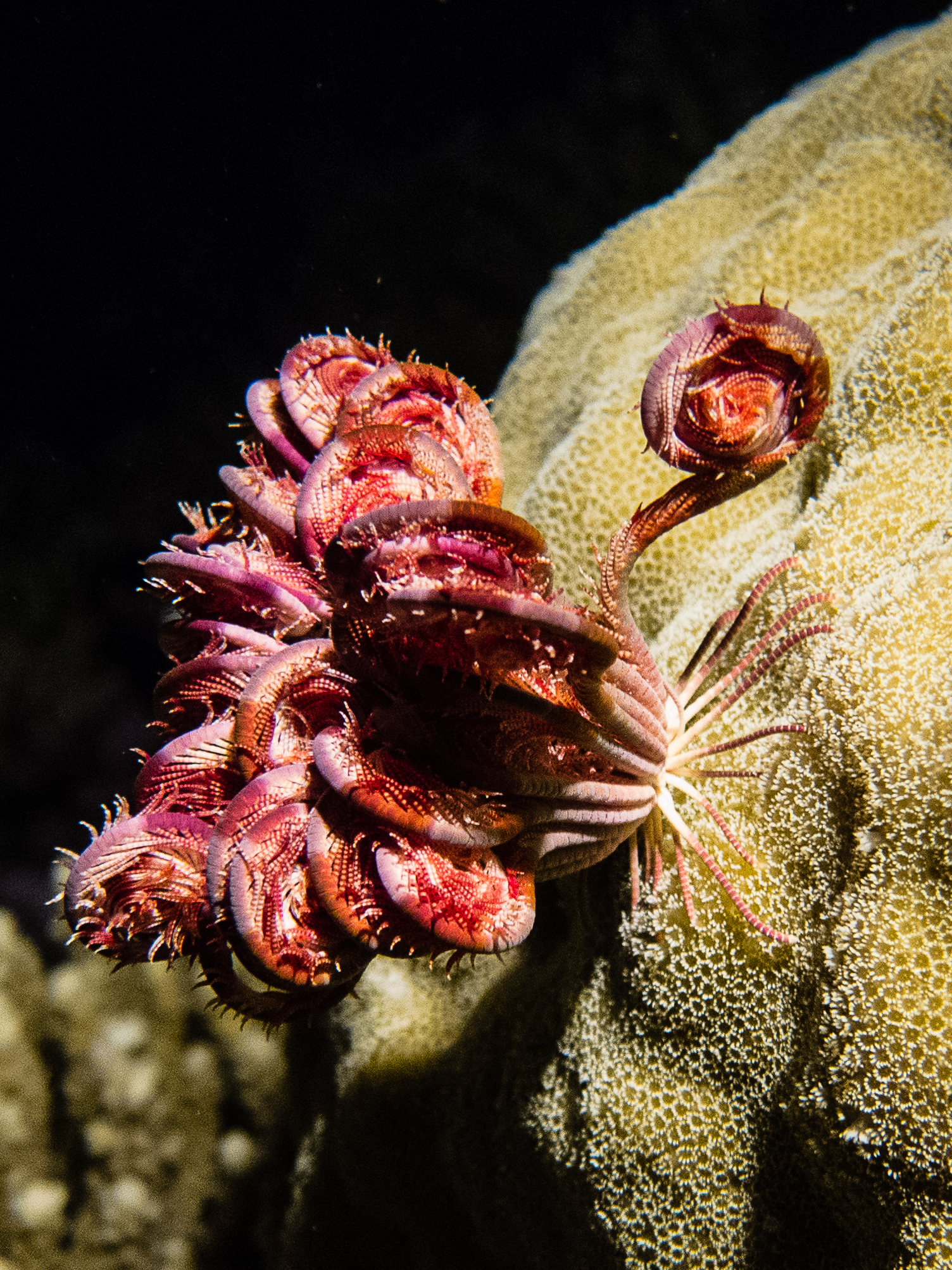
En posición meridional, o con los brazos plegados sobre la superficie oral
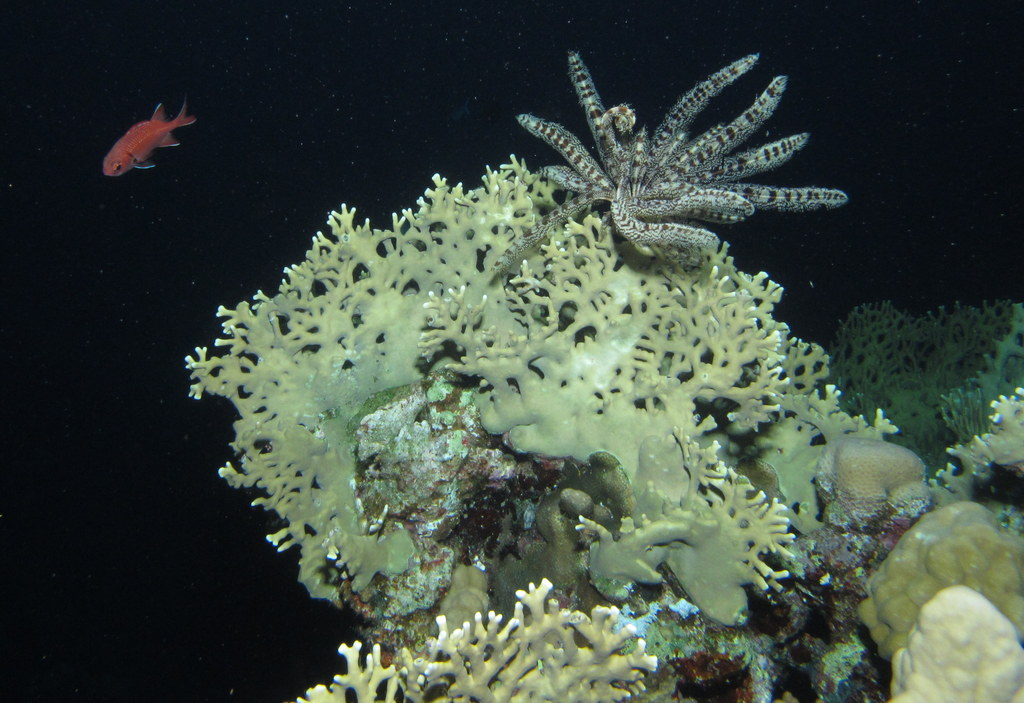
Lamprometra sobre Millepora dichotoma, en los arrecifes de Abu Dabab, Egipto
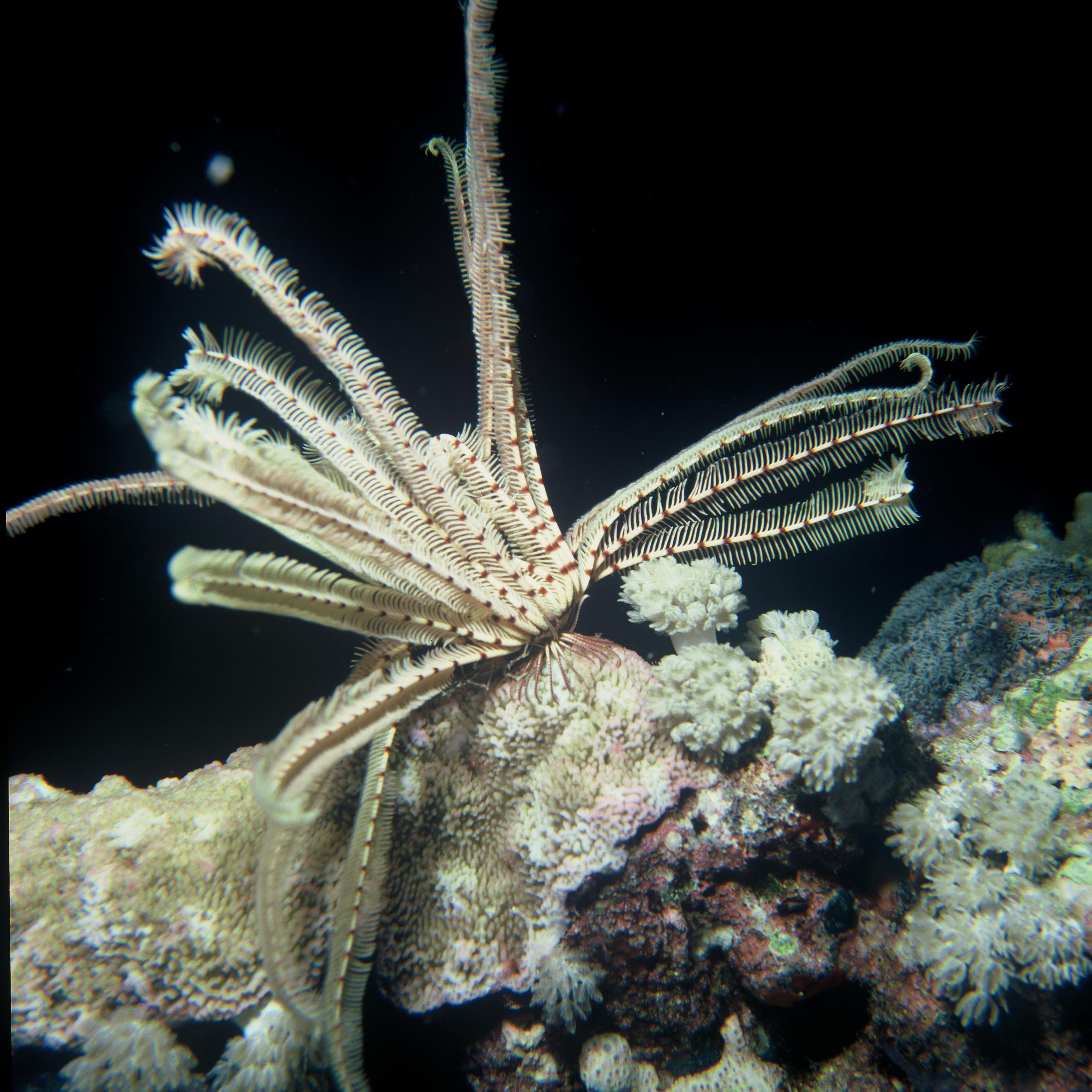
Anclado en un coral sobre la cresta del arrecife